# Депо (зупинний пункт, Мелітополь)
Депо́ — пасажирський залізничний зупинний пункт Запорізької дирекції Придніпровської залізниці на лінії Федорівка — Джанкой між станціями Обільна (6 км) та Мелітополь (2 км). Розташований у північній частині міста Мелітополь, вздовж вулиці Північно-Лінійної.

## Історія
Зупинний пункт відкритий  1971 року.  За два роки до його відкриття, у 1969 році електрифікована лінія  постійним струмом (=3 кВ) в складі дільниці Запоріжжя I — Мелітополь.

## Пасажирське сполучення
До повномасштабного російського вторгнення в Україну на зупинному пункті Депо зупинялися приміські поїзди, що прямували у напрямку станцій Запоріжжя I та Мелітополь. Наразі пасажирське сполучення тимчасово припинено до повної деокупації від російських загарбників.
Рух приміських поїздів у напрямку станцій Нововесела та Верхній Токмак I був припинений з 18 березня 2020 року на невизначений термін.